# Distretto di Beita
Il distretto di Beita (北塔区S, Běitǎ QūP) è un distretto della Cina, situato nella provincia di Hunan e amministrato dalla prefettura di Shaoyang.